# Бекки Джи
Бе́кки Джи (англ. Becky G; настоящее имя — Реббе́ка Мари́ Го́мес (англ. Rebbeca Marie Gomez), род. 2 марта 1997, Инглвуд, Калифорния, США) — американская певица, автор песен, актриса и танцовщица.
Родилась в Инглвуде, Калифорния, раннее детство провела в Морено-Валли. Когда Реббеке было девять лет, она вместе с испытывавшей финансовые трудности семьёй лишилась крыши над головой, отчего ей вместе с родителями пришлось вернуться в Инглвуд и поселиться в гараже, принадлежавшим их родственникам. Затруднительное финансовое положение побудило Гомес поначалу помогать родителям случайными заработками, а затем — заняться музыкальной карьерой.
Впервые Гомес стала известна в 2011 году, после того, как стала выкладывать свои каверы популярных песен в Интернете. Один из её видеороликов привлёк внимание продюсера Dr. Luke, который впоследствии предложил начинающей певице контракт с лейблами Kemosabe Records и RCA Records. В последующие годы она стала записывать песни с такими исполнителями, как will.i.am, Коди Симпсон и Шер Ллойд, а в 2013 году выпустила свой дебютный мини-альбом Play It Again. Международную популярность Бекки Джи завоевала в 2014 году с выпуском сингла «Shower», который достиг шестнадцатого места в национальном хит-параде США и занимал лидирующие позиции в десятке других стран. Выпустив ещё несколько англоязычных синглов, переориентировалась на латиноамериканский рынок и стала выпускать песни на испанском языке, выпустив в 2019 году дебютный испаноязычный альбом Mala Santa.
В качестве актрисы Гомес отметилась, в первую очередь, ролью Трини в фильме «Могучие рейнджеры» и озвучиванием Хлои в мультфильме «Гномы в доме».

## Ранние годы
У меня был момент осознания — «О Боже, что я буду делать со своей жизнью?». Было лишь чувство, что нужно взять себя в руки, даже при том, что ничего ещё не увязывалось между собой.
Реббека Мари Гомес родилась 2 марта 1997 года в Инглвуде, штат Калифорния. Её родители — Алехандра и Франциско «Фрэнк» Гомес. Все её бабушки и дедушки родом из мексиканского штата Халиско, но родители и большая часть родственников родились в США. У Гомес двое братьев — Фрэнки и Алекс — и младшая сестра Стефани, а в декабре 2017 года стало известно, что у певицы также есть сводная сестра, которая на два года младше неё. Детство Реббеки прошло в городе Морено-Валли, где её семья бедствовала, хоть и жила в собственном доме. Когда девочке исполнилось девять лет, из-за трудного финансового положения дом пришлось продать, отчего семья фактически осталась без крыши над головой и была вынуждена вернуться в Инглвуд, где поселилась в гараже дома бабушки и деда Реббеки.
Чтобы помочь родителям, Гомес стала подрабатывать на различных работах с неполным рабочим днём, снималась в рекламе и занималась озвучиванием. Изначально она ходила в государственную школу, но впоследствии перешла на домашнее обучение, так как страдала от травли в школе. Она упоминала, что однажды на неё напали несколько девочек в уборной, и в целом, она часто становилась жертвой различных нападок, так как работала в развлекательной индустрии, в частности, снималась в рекламе. Этот период своей жизни Реббека позже назовёт «маленьким кризисом среднего возраста». Примерно в это же время Гомес решила, что будет заниматься музыкой.
В 2008 году Реббека появилась в короткометражном фильме El Tux в роли Клаудии Гомес, что стало её первой актёрской работой, а позже в том же году — в роли Нины в телефильме La estación de la Calle Olvera, который транслировался по Discovery Channel.

## Музыкальная карьера

### Начало карьеры (2009—2011)
В 2009 году Гомес присоединилась к девичьей группе G.L.A.M., а затем — к другому коллективу под названием B.C.G. Вместе с G.L.A.M. она участвовала в съёмках клипа на песню «JellyBean». Параллельно с этим, Реббека стала самостоятельно записывать своё пение, используя утилиту Garageband, и создала аккаунт на YouTube, чтобы выкладывать кавер-версии на популярные песни. В возрасте тринадцати лет она самостоятельно обучилась играть на гитаре и стала писать собственные песни. Вскоре её творчеством заинтересовался музыкальный авторский коллектив The Jam, с которым Гомес записала каверы на популярные хиты того времени — «Lighters», «Otis», «Novacane», «Take Care», «Boyfriend», а также оригинальный трек под названием «Turn the Music Up». Все треки планировалось объединить в микстейп под названием @itsbeckygomez, однако его выход так и не состоялся.
Кавер Бекки на песню «Otis», тем не менее, привлёк внимание продюсера Dr. Luke, имевшим опыт работы с такими артистами как Бритни Спирс и Майли Сайрус, и владевшим звукозаписывающим лейблом Kemosabe Records. Продюсер пригласил певицу на встречу, где попросил её сыграть ему на гитаре, после чего, будучи довольным результатом, подписал Бекки на свой лейбл при посредничестве музыкального гиганта RCA Records и прокомментировал это следующим образом:

Я подписал её только за то видео [на песню Otis]. Я был уверен на все сто. У неё столько индивидуальности, и её голос просто выскакивает из динамиков. Потом я встретил её и обнаружил, что она ещё и умеет петь и играть на гитаре, и подумал, что это ещё лучше. Потом я обнаружил, что она может ещё и писать музыку, и это было словно «Что ты ещё мне расскажешь, что ты второй Ван Гог?». Её потенциал безграничен.
Оригинальный текст (англ.)I would have signed her off that video alone. I was 100 percent in. She has so much personality and her voice just pops out of the speakers. Then I met her and discovered she could also sing and play the guitar and I thought, 'This is even better.' Then I found out she could write and it was like, 'What else are you going to tell me, that you’re also Van Gogh?' Her potential is limitless.

Вскоре после заключения контракта со звукозаписывающей компанией, Гомес начала работу над дебютным альбомом.

### Коммерческий успех (2012—2015)
В течение работы над первым альбомом в 2012 году, Бекки Джи выпустила свою первую официальную песню «Problem» совместно с американским продюсером и рэпером will.i.am, на которую в дальнейшем вышел ремикс «Problem (The Monster Remix)», вошедший в качестве саундтрека к финальным титрам в мультфильм Монстры на каникулах 2012 года; сама песня была также выпущена в качестве промосингла и для неё был записан клип при участии обоих исполнителей. Следующей работой певицы стал сингл «Wish U Were Here» австралийского певца Коди Симпсона из его дебютного альбома Paradise, Бекки Джи стала соавтором песни и исполнила вокальную партию в качестве приглашённого артиста. В том же 2012 году певица в сотрудничестве с британской исполнительницей Шер Ллойд записала песню под названием «Oath», которая была выпущена в качестве четвёртого сингла дебютного альбома Ллойд, Sticks + Stones. Сингл был коммерчески успешен и стал первой песней Бекки Джи, попавшей в ведущий американский хит-парад Billboard Hot 100, а также получил золотой статус от Американской звукозаписывающей ассоциации. В это же время она работала над двумя ремиксами — на хит бразильского исполнителя Мишела Тело «Ai Se Eu Te Pego» и песню Кеши «Die Young», совместно с Juicy J и Уизом Халифой. Последний ремикс вошёл в японское издание альбома Кеши Warrior.
8 апреля 2013 года Бекки Джи выпустила свой полноценный дебютный сингл «Becky from the Block», который является адаптацией популярной песни Дженнифер Лопес «Jenny from the Block», выпущенной в 2003 году. Клип на песню был снят в районе Инглвуда, в котором проживала Реббека, а Лопес появилась в клипе в качестве камео. Журнал Entertainment Tonight отметил, что данная версия песни «придала нью-йорковскому стилю Лопес оттенок Западного побережья». В мае того же года Бекки Джи выпустила промосингл «Play It Again» в поддержку своего дебютного мини-альбома с тем же названием. Выход альбома состоялся 13 июля, он включал в себя пять треков, а его название было выбрано слушателями. В 2013 году певица поучаствовала в записи ещё одного сингла под названием «Quiero Bailar (All Through the Night)» вместе с мексиканским трио 3Ball MTY.
В 2014 году в качестве ведущего сингла с альбома была выпущена песня «Can't Get Enough», записанная при участии американского рэпера и продюсера Pitbull. Сингл занял вторую строчку в американском хит-параде Latin Rhythm Airplay Chart. Чуть позже Гомес выпустила клип на песню «Built For This», который срежиссировала сама. Эта песня вошла в официальный трек-лист компьютерной музыкальной игры Just Dance 2015, разработанной и изданной компанией Ubisoft в октябре 2014 года.
Это своего рода ужасно, и вам это понравится.
23 апреля 2014 года Бекки Джи выпускает песню «Shower» в качестве ведущего сингла из своего будущего дебютного альбома. Песня стала международным хитом и заняла шестнадцатую строчку в Billboard Hot 100, а также вошла в двадцатку лучших песен в хит-парадах десяти стран. «Shower» получил мультиплатиновую сертификацию от Американской звукозаписывающей ассоциации, будучи проданным в США тиражом свыше двух миллионов копий. В июле 2014 года Бекки Джи стала лицом косметического бренда CoverGirl и стала рекламировать продукты компании в своих видеоклипах. 4 ноября состоялся выход следующего сингла из ожидаемого альбома, «Can't Stop Dancin'». Несмотря на успех предыдущей работы Бекки Джи, новая песня не обзавелась коммерческим успехом и смогла достичь лишь 88-й строчки в американском хит-параде.
В 2014—2015 годах Бекки Джи выступала на разогреве мировых турне Деми Ловато (Demi World Tour) и Кэти Перри (Prismatic World Tour) в США и Мексике.
В 2015 году певица выпустила сингл «Como Tú No Hay Dos» совместно с мексиканской исполнительницей Талией, затем — песню «Lovin' So Hard», в официальном клипе на которую снялся американский певец Остин Махоун, с которым Гомес встречалась на тот момент. 26 июня Бекки Джи выпустила песню «We Are Mexico» (Мы — Мексика) в качестве акта поддержки латиноамериканского сообщества в ответ на заявления кандидата в президенты США Дональда Трампа о нелегальных мексиканских иммигрантах, а 2 июля выступила на концерте, посвящённом памяти американской певице мексиканского происхождения Дженни Ривере. В том же году состоялся выход четвёртого сингла из ожидаемого альбома — Break a Sweat, а в сентябре и октябре певица гастролировала по США с колумбийским исполнителем Джеем Бальвином. К концу года в сотрудничестве с Yellow Claw Гомес выпустила песни «Wild Mustang» и «For the Thrill».

### Современный период (2016—н.в.)
В начале 2016 года Бекки Джи записала сингл «Superstar» совместно с Pitbull, который стал официальной песней Кубка Америки по футболу 2016. Из-за коммерческих неудач последних англоязычных синглов, Бекки Джи переориентировалась на латиноамериканский рынок и стала выпускать песни на испанском языке. Первая из них, «Sola», была выпущена 24 июня и стала первой полностью испаноязычной сольной песней Гомес. Позже Бекки Джи приняла участие в записи сингла «Take It Off» совместно с рэперами Лилом Джоном и Yandel. 7 октября Гомес выпустила сингл под названием «Mangú», свою вторую по счёту испаноязычную песню. После гостевого участия в записи ремейка сингла «Si Una Vez» 1994 года вместе с дуэтом Play-N-Skillz певица продолжила релизы синглов из дебютного альбома — 3 марта 2017 года вышел «Todo cambió», а 14 июля — «Mayores», который на данный момент является самым успешным хитом певицы, официальный видеоклип имеет свыше миллиарда просмотров на YouTube. Песня стала настоящим хитом в Латинской Америке — она лидировала в хит-парадах девяти латиноамериканских стран, а также в Румынии и Испании, ещё в ряде испаноязычных стран входила в десятку лучших песен. В промежутке между выпуском альбомных синглов, Бекки Джи также поработала с аргентинским певцом Акселем и выпустила с ним песню «Que Nos Animemos».
21 сентября 2017 года было подтверждено, что Бекки Джи будет выступать на разогреве латиноамериканской части турне PSA Tour (в Аргентине, Чили и Мексике) американской гёрл-группы Fifth Harmony. Во время одного из выступлений в Аргентине, с Гомес случился курьёзный случай — увидев, что прямо во время исполнения песни у одной из участниц Fifth Harmony Дины Джейн разрывается костюм, она выбежала из-за кулис на сцену, чтобы обернуть певицу аргентинским флагом, но была остановлена охраной, принявшей её за фанатку, после чего Гомес вывели со сцены. Некоторые зрители узнали певицу и громко выкрикивали её имя из зала. В конце концов, участница Fifth Harmony Элли Брук, не прерывая выступление, сама пригласила Бекки Джи на сцену и остаток песни группа допела вместе с ней под восторженную реакцию публики.
Конец 2017 и первая половина 2018 года отмечены сотрудничеством и совместными синглами Бекки Джи с Лесли Грейс («Díganle»), Линдси Стирлинг («Christmas C’Mon»), Mau y Ricky («Mi Mala»), Шоном Полом и Давидом Геттой («Mad Love»), Натти Наташей («Sin Pijama»), Пауло Лондрой («Cuando Te Besé»).
В июне 2018 года стало известно, что певица работает над двумя альбомами (по одному на испанском и английском языке), которые выйдут с небольшим перерывом в 2018—2019 годах. Эти сообщения подтвердились в марте 2019 года, однако не уточнялось, появится ли какая-либо из песен, которые Бекки Джи выпустила до этого момента, в будущих альбомах. В июле 2019 года певица заявила, что её дебютный альбом будет выпущен позже в том же году.
Первый полноценный студийный альбом Бекки Джи под названием Mala Santa, записанный на испанском языке, был анонсирован в Instagram профиле исполнительницы 8 октября 2019 года; предзаказ пластинки стартовал 11 октября, релиз состоялся 17 октября.
22 февраля 2021 года Гомес выпустила сингл «Rotate» с нигерийским певцом Burna Boy. Песня использовалась в рекламе Pepsi с участием футболистов, в том числе Лионеля Месси.

## Актёрская карьера
| Год  |     | Русское название  | Оригинальное название          | Роль                                       |
| ---- | --- | ----------------- | ------------------------------ | ------------------------------------------ |
| 2008 | кор |                   | El Tux                         | Клаудия Гомес                              |
| 2008 | кор |                   | La estación de la Calle Olvera | Нина                                       |
| 2011 | ф   |                   | House of Sin                   | Розалия                                    |
| 2015 | с   | Империя           | Empire                         | Валентина Галиндо / сезон 2, эпизоды 2 и 3 |
| 2017 | ф   | Могучие рейнджеры | Power Rangers                  | Трини Кван                                 |
| 2017 | мф  | Гномы в доме      | Gnome Alone                    | Хлоя                                       |
| 2018 | ф   | Аксель            | A.X.L.                         | Сара                                       |
| 2022 | ф   | Доброго траура    | Good Mourning                  | Эппл                                       |

Впервые на экране Реббека появилась в 2008 году в короткометражном фильме El Tux в роли Клаудии Гомес. Позже в том же году она сыграла роль девочки Нины в драматическом телефильме La estación de la Calle Olvera, который транслировался по Discovery Channel. В 2011 году появилась в эротическом фильме House of Sin в роли Розалии. В 2015 году сыграла Валентину Галиндо в двух эпизодах сериала Империя.
Новый этап в актёрской карьере Бекки Джи наступил 30 октября 2015 года, когда было объявлено, что она сыграет роль Трини (Жёлтого Рейнджера) в экранизации Дина Израэлайта Могучие рейнджеры. Съёмки фильма проходили с 29 февраля по 28 мая 2016 года в Ванкувере. Премьера картины в США состоялась 24 марта 2017 года, в России — 23 марта 2017 года. Незадолго до премьеры, режиссёр Дин Израэлайт заявил, что персонаж Реббеки, Трини Кван, гомосексуальна, таким образом, она является первым в истории гомосексуальным экранным супергероем:
Трини пытается понять, кто она такая. На мой взгляд, эта сцена очень важна, потому что она говорит подросткам, что в этом нет ничего такого. Всё нормально, и каждый волен быть кем пожелает.Дин Израэлайт
В 2017 году озвучила главную героиню Хлою в анимационном фильме Гномы в доме, а в 2018 году сыграла одну из главных ролей в семейном фильме Аксель.

## Личная жизнь
У Бекки Джи мексиканские корни — все её прародители родом из мексиканского штата Халиско. Родители Бекки были, впрочем, рождены уже в США. Реббека, выросшая на улицах Калифорнии, свободно владеет и английским, и испанским, что позволяет ей выпускать песни на обоих языках. У Гомес двое младших братьев, одна родная младшая сестра и одна сводная младшая сестра. Несмотря на то, что Бекки Джи стала известной поп-звездой уже в юном возрасте, ей, как заявляется в СМИ, не присуща «звёздная болезнь», она остаётся лёгкой в общении и помогает своей семье, выполняя даже работу по дому.
С марта 2015 года Бекки Джи встречалась с американским певцом Остином Махоуном, который появлялся в её клипе на песню «Lovin' So Hard»; в августе того же года стало известно, что пара рассталась. В апреле 2016 года стало известно, что певица встречается с американским футболистом Себастьеном Ллетджетом.
9 октября 2017 года с певицей произошел неприятный инцидент — когда она выходила из отеля в Мехико, на неё набросилась толпа поклонников, желавших сфотографироваться с ней. Между толпой и охранниками певицы завязалась потасовка, после чего она, опасаясь за свою жизнь, быстро покинула место инцидента. На следующий день она разместила видео на своем аккаунте в Snapchat, в котором, расплакавшись, заявила, что пережила сильный стресс и попросила фанатов быть менее агрессивными в будущем.

## Дискография
По состоянию на осень 2019 года Бекки Джи выпустила один студийный альбом, один мини-альбом и около полусотни синглов.
- Mala Santa (2019)